# Vybržďování

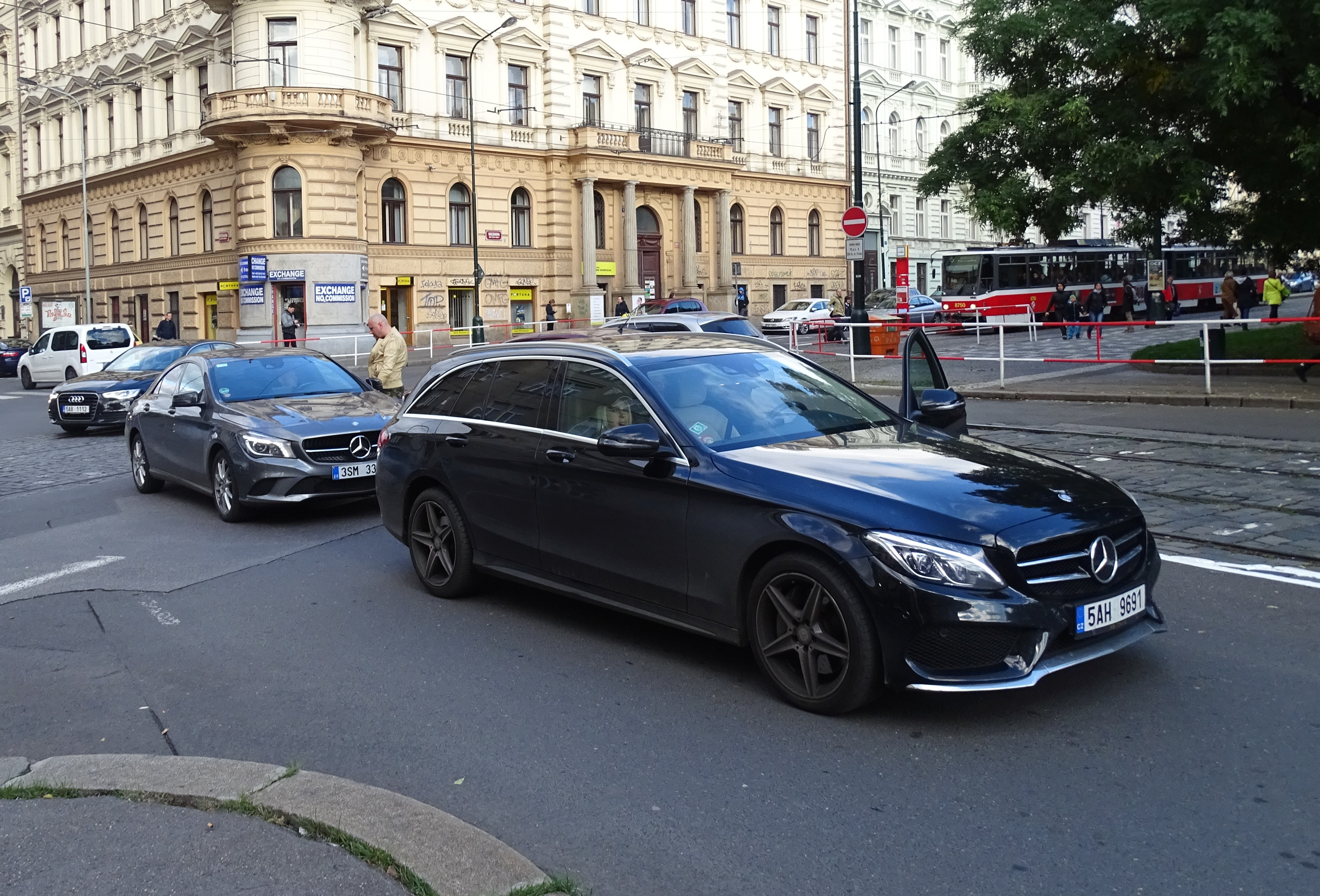
Praha, řidič předního vozidla zastavením a osobním rozhovorem domlouvá řidiči následujícího vozidla, který jej předtím troubením upozornil na nedání přednosti v jízdě.

Vybržďování (vybrždění) je praktika, jíž někteří řidiči silničních vozidel trestají jiné řidiče, kteří se jim znelíbí. Provádí se tak, že vybržďující řidič najede vozidlem, které řídí, před vybržďované vozidlo a pak prudce sníží rychlost či úplně zastaví. Vzniklá situace pak může eskalovat do dalších forem konfliktu. Typicky jde o mstu za to, že pomalejší řidič příliš pomalou či bezdůvodnou jízdou v levém pruhu nebo pomalým předjížděním bránil rychlejšímu řidiči v tom, aby mohl plynule vyšší, často nepovolenou rychlostí projíždět v levém pruhu. Aleš Vémola z Ústavu soudního inženýrství Vysokého učení technického v Brně vybržďování definoval tak, že „vozidlo přede mnou začalo intenzivně brzdit, aniž bych to očekával a aniž by mělo nějaký důvod“. Podle Petra Bouchnera z Dopravní fakulty Českého vysokého učení technického, spoluautora studie o agresivním chování řidičů, bylo nejvíc incidentů s některým projevem agresivity nebo neohleduplnosti zaznamenáno u vozidel vyšší kategorie, dražších, luxusnějších a hlavně u vozidel sportovního charakteru.

## Kauzy

### Aleš Trpišovský
Širokou diskusi o tomto chování vyvolala kauza Aleše Trpišovského, předsedy představenstva developerské firmy HRBS, který podle mediálních zpráv na dálnici D1 v prosinci 2010 ve voze Mercedes-Benz s poznávací značkou končící 2222 postupně vybrzdil dva jiné automobily, ve druhém z případů došlo následně k dopravní nehodě. Policie ho ještě v prosinci obvinila z těžkého ublížení na zdraví ve stadiu pokusu a poškozování cizí věci. 6. června 2011 byl policií obviněn ze zvláště závažného trestného činu těžkého ublížení na zdraví ve stádiu pokusu. Na konci září 2011 podala policie státnímu zastupitelství návrh na obžalobu za pokus o těžké ublížení na zdraví. V polovině října 2011 vrátil státní zástupce případ policii k došetření. Krajským soudem v Plzni byl Trpišovský odsouzen k dvouletému podmíněnému trestu odnětí svobody a sedmiletému zákazu řízení, v prosinci 2012 Vrchní soud v Praze trest potvrdil. O měsíc později podmíněný trest odnětí svobody zrušila kontroverzní Klausova amnestie.
Dopravní psycholožka Lenka Brichová označila Trpišovského za typického agresivního řidiče, nevyrovnaného a nepřizpůsobivého jedince takového typu, který se může agrese na silnici dopouštět prakticky neustále. Podle zjištění TV Prima se prakticky stejného jednání dopustil jako řidič Metrostavu už o 13 let dříve, ale od trestu ho tehdy uchránila prezidentská amnestie. Podle dalších svědectví pravidelně stával u obchodních center na místech vyhrazených pro invalidy.

### Jiné případy
20. listopadu 2011 na 139. kilometru dálnice D1 řidič automobilu Audi s poznávací značkou končící číslicemi 0200 vybrzdil dodávku se členy kapely Marie Rottrové. Policie jej zadržela a řidič vybržděného automobilu na něj podal trestní oznámení.